# Авнепорог
А́внепорог (карел. Äynyäkoški) — посёлок в составе Кривопорожского сельского поселения Кемского района Республики Карелия.

## Общие сведения
Посёлок расположен на реке Кемь, к западу от автотрассы «Кола».

## Население
| 2002 | 2009 | 2010 | 2013 |
| ---- | ---- | ---- | ---- |
| 290  | ↘251 | ↘183 | ↘159 |

## Памятники археологии (объекты культурного наследия федерального значения)
Стоянка Авнепорог I (IV—V тыс. до н. э.) — пос. Авнепорог, в 1.2 км вост., на левом берегу р. Кемь, в 60 м сев. шоссе Кемь-Калевала.
Стоянка Авнепорог II (IV—V тыс. до н. э.) — в 1.2 км восточнее пос. Авнепорог, на левом берегу р. Кемь, в 90 м сев. шоссе на Калевалу.
Стоянка Авнепорог III (IV—V тыс. до н. э.) — в 1.15 км восточнее пос. Авнепорог, на левом берегу р. Кемь, в 140 м сев. шоссе Кемь-Калевала.
Стоянка Авнепорог IV (VI тыс. до н. э.) — д. Авнепорог, 320 м северо-восточнее
Стоянка Авнепорог VIII (VI тыс. до н. э.) — в 120 м восточнее пос. Авнепорог, на левом берегу р. Кемь, в 60 м сев. шоссе Кемь-Калевала
Стоянка Авнепорог IX (VI тыс. до н. э.) — в 190 м к востоку от пос. Авнепорог, на левом берегу р. Кемь, в 60 м сев. шоссе Кемь-Калевала
Стоянка Авнепорог X (VI тыс. до н. э.) — в 160 м восточнее пос. Авнепорог, на левом берегу р.Кемь, в 320 м севернее шоссе Кемь-Калевала
Стоянка Авнепорог XI (VI тыс. до н. э.) — на западной окраине пос. Авнепорог, по левому берегу р. Кемь, в 60 м южнее шоссе Кемь-Калевала, в 50 м восточнее русла ручья.

## Улицы
- ул. Набережная
- ул. Советская
- ул. Школьная